# Wnow´-Jurmytskoje
Wnow´-Jurmytskoje (ros. Вновь-Юрмытское) – wieś (sieło) w Rosji, w obwodzie swierdłowskim, w rejonie talickim. W 2010 liczyła 783 mieszkańców, wśród których 759 zadeklarowało narodowość rosyjską, 9 ukraińską, 3 czeczeńską, 3 tatarską, 6 kazachską, a 3 mordwińską.